# Malesherbia ardens
Malesherbia ardens är en passionsblomsväxtart som beskrevs av Macbride. Malesherbia ardens ingår i släktet Malesherbia och familjen passionsblomsväxter. Inga underarter finns listade i Catalogue of Life.